# Jeanine Cicognini
Jeanine Cicognini (* 14. November 1986 in Brig, Kanton Wallis) ist eine Schweizer Badmintonspielerin, die später für Italien startete.

## Sportliche Karriere
Cicognini gewann ihre ersten nationalen Titel 2002 bei den Schweizer Meisterschaften der Junioren. 2003, noch sechzehnjährig, siegte sie erstmals bei den Erwachsenen. Diesen Titel verteidigte sie in den Folgejahren bis 2007. Nach einem titellosen 2008 war sie 2009 und 2010 erneut erfolgreich. 
International gewann sie 2005 bei der Europameisterschaft der Junioren den Vizetitel im Dameneinzel hinter Janet Köhler. 2008 schied sie bei Olympia in der zweiten Runde aus und wurde 17.

## Sportliche Erfolge
| Saison | Veranstaltung                          | Disziplin   | Sieger                                  |
| ------ | -------------------------------------- | ----------- | --------------------------------------- |
| 2002   | Schweizer Meisterschaften der Junioren | Mixed       | Nico Schlaepfer / Jeanine Cicognini     |
| 2002   | Schweizer Meisterschaften der Junioren | Damendoppel | Jeanine Cicognini / Fanny Berger        |
| 2003   | Schweizer Einzelmeisterschaften        | Dameneinzel | Jeanine Cicognini                       |
| 2004   | Schweizer Einzelmeisterschaften        | Dameneinzel | Jeanine Cicognini                       |
| 2004   | Schweizer Einzelmeisterschaften        | Damendoppel | Corinne Jörg / Jeanine Cicognini        |
| 2005   | Schweizer Einzelmeisterschaften        | Dameneinzel | Jeanine Cicognini                       |
| 2006   | Schweizer Einzelmeisterschaften        | Dameneinzel | Jeanine Cicognini                       |
| 2006   | Schweizer Einzelmeisterschaften        | Damendoppel | Ornella Dumartheray / Jeanine Cicognini |
| 2007   | Schweizer Einzelmeisterschaften        | Dameneinzel | Jeanine Cicognini                       |
| 2009   | Schweizer Einzelmeisterschaften        | Dameneinzel | Jeanine Cicognini                       |
| 2009   | Hungarian International                | Dameneinzel | Jeanine Cicognini                       |
| 2010   | Schweizer Einzelmeisterschaften        | Dameneinzel | Jeanine Cicognini                       |
| 2012   | Uganda International                   | Dameneinzel | Jeanine Cicognini                       |
| 2014   | Mauritius International                | Dameneinzel | Jeanine Cicognini                       |